# 中西章一の二人三脚
『中西章一の二人三脚』（なかにししょういちのににんさんきゃく）は、STVラジオで放送されていたラジオワイド番組。1988年1月4日開始、1991年10月4日終了。

## 概要
パーソナリティはエッセイストの中西章一、家業である「中西印刷」の社長でもあったことから「実業家」と紹介されたこともある。1984年4月スタートの『河村通夫の桃栗三年』、本番組の後継番組である『工藤じゅんきの十人十色』と、STVラジオの平日10:00枠のワイド番組は四字熟語が3番組続いているが、本番組はその第二弾である。
1991年前期頃、本番組中で『チーズ茶漬け』の話題を発信し始めたところ、たちまち評判になり、札幌市内の東急ストアなどで商品化されるといった展開を見せた。更にはこの番組とチーズ茶漬けのことを話題にしたはがきが、STVラジオでもネット放送されている『真璃子のオールナイトニッポン』に届いて読まれてこちらでも話題となり、これがきっかけとなって、双方の番組でお互いの番組のことを話題にしたフリートークの音源を流したり、番組の会報を交換したりしながらの交流が行われていた。これにより、チーズ茶漬けは当時全国的な展開も見せていた。
1991年10月に中西が同じSTVのテレビの新番組『どさんこワイド』にレギュラー出演者として異動することになり本番組は終了、最終回当日は10時から通常のスタジオから生放送した後に11時からSTVホールに移動、『フェアウェルパーティー』と題して招待したリスナーと一緒に生放送を行った。

## コーナー・タイムテーブル

### 10時台
- ハート110番 （1989年3月まで）
- ラジオあったかぞく （1989年4月から）
- ペリカン・ランランぱくりっこ
- こんなとき どうする？
- 天気予報
- 女のドキュメント・あの時の私 （1989年3月まで）
- おんなごころの唄 （1989年4月から）
- 夕べのメニュー
- STVニュース

### 11時台
- 言いたい放題 （1989年9月まで）
- TAKIO 北の唄さがし （金曜のみ、1989年4月 - 1989年9月[注釈 2]）
- 男と女の11時 （1989年10月から）
- バラの花束プレゼント （1991年3月まで）
- 三つのお願い （1991年4月から）
- 小さなひとりごと
- 今日もいい日に （文化放送制作、NRN各局ネット番組。1988年9月まで）
- 小僧寿しチェーン 元気モリモリ高島忠夫です （文化放送制作、NRN各局ネット番組。1988年10月 - 1990年3月）
- 志の輔のミュージック気分しだい （文化放送制作、NRN各局ネット番組。1990年4月から）
- 池波志乃のちょっとお料理 （ニッポン放送制作、NRN各局ネット番組。1989年3月まで）
- 文夫のちょっといい話 （ニッポン放送制作、NRN各局ネット番組。1989年4月から）
- 週末の天気